# Кюнет
Кюне́т (фр. cunette від італ. cunetta, утворене від lacunetta), також кюве́т (фр. cuvette) — глибока канава посередині дна сухого фортечного рову. У фортифікації середини XIX–XX століть кюнет слугував для відведення дощових і ґрунтових вод. Пологості кюнету одягали дерном, а дно брукували каменем.
В епоху гладкоствольної артилерії то був рів 4–6 м завширшки та 1,8–2,4 м завглибшки, зазвичай наповнений водою, який слугував перешкодою для нападників при переході ними рову; з цією метою, для посилення перешкоди, іноді пологості кюнету укріпляли мурованою кладкою.